# Jimmy Gemus
Jimmy Gemus (* 1920 oder 1921 in Johnstown, Pennsylvania; † 20. März 2016) war ein US-amerikanischer Jazz-, Theater- und Studiomusiker (Flöte, auch Klarinette und Tenorsaxophon).

## Leben und Wirken
Gemus stammt aus einer italienischen Einwandererfamilie; sein Vater war Schäfer in Sizilien gewesen, der sich seine eigenen Flöten geschnitzt hatte. Nach Abschluss der Highschool spielte Gemus Anfang der 1940er-Jahre bei Red Norvo, an dessen Plattenaufnahmen für Columbia (u. a. mit Mildred Bailey) er beteiligt war. Den Militärdienst im Zweiten Weltkrieg leistete er in einer Einheit der Special Services ab und spielte als Musiker in der Truppenunterhaltung. Nach Kriegsende tourte er mit Shep Fields und 1947 mit Claude Thornhill. Im Bereich des Jazz war er zwischen 1942 und 1947 an sechs Aufnahmesessions beteiligt.
Gemus spielte in den folgenden Jahren in Broadway-Orchestern in Produktionen wie  West Side Story, Lorelei, Kiss Me, Kate und Applause; daneben arbeitete er als Studiomusiker. Zu den Höhepunkten seiner Karriere zählt die Tournee mit der Opernsängerin Roberta Peters, die er als Flötist begleitete. Gemus starb im Alter von 95 Jahren im März 2016.